# Skeda (ort)
Skeda är en småort och kyrkby i Skeda socken i Linköpings kommun i Östergötlands län. Skeda ligger ungefär 8 km söder om centrala Linköping.
Sedan år 2000 avgränsar SCB Skeda som en småort, år 2010 hade orten 68 invånare över 6 hektar.
Här ligger Skeda kyrka från 1200-talet.